# Yannis Voisard
Yannis Voisard (Fontenais, 26 juli 1998) is een wielrenner uit Zwitserland. Sinds 2022 komt hij uit voor Swiss Racing Academy. Dat sinds 2023 Tudor Pro Cycling heet. 

## Carrière
Toen Voisard zo'n 10 jaar was begon hij met wielrennen. Voordat hij in 2018 werd aangetrokken bij Akros Renfer SA. Reed hij in 2017 voor het Roth-Akros Development Team. Voor het seizoen van 2020 maakte Voisard de overstap naar de Swiss Racing Academy. Tussentijds kreeg hij in 2021 de mogelijkheid om als stagiair bij Arkéa Samsic aan de slag te gaan. Daar kwam verder geen contract uit voort. Zodoende is hij sindsdien actief voor Tudor Pro Cycling Team.

## Palmares
2021
9e etappe Giro Ciclistico d'Italia
2022
Eindklassement Alpes Isère Tour
2023
4e etappe Ronde van Hongarije

## Resultaten in voornaamste wedstrijden
| Jaar | Ronde van Italië | Ronde van Frankrijk | Ronde van Spanje |
| ---- | ---------------- | ------------------- | ---------------- |
| 2023 |                  |                     |                  |
| 2024 |                  |                     |                  |
| 2025 | 32e              |                     |                  |

| Jaar | Luik-Bast.‑Luik | Ronde van Lombardije | Waalse Pijl | Strade Bianche |
| ---- | --------------- | -------------------- | ----------- | -------------- |
| 2023 |                 | 85e                  |             | 68e            |
| 2024 |                 | opgave               |             |                |
| 2025 | 105e            |                      | 60e         | 69e            |

### Resultaten in kleinere rondes
| Jaar | Ronde van de VAE | Parijs-Nice | Tirreno-Adriatico | Ronde van het Baskenland | Ronde van Romandië | Ronde van Zwitserland | Ronde van Polen | Ronde van Guangxi |
| ---- | ---------------- | ----------- | ----------------- | ------------------------ | ------------------ | --------------------- | --------------- | ----------------- |
| 2022 |                  |             |                   |                          | 63e                | 35e                   |                 |                   |
| 2023 | 21e              |             | 52e               |                          | 18e                | opgave                | 16e             | 23e               |
| 2024 |                  | 19e         |                   |                          | 21e                | opgave                | 8e              |                   |
| 2025 |                  |             |                   | 29e                      |                    |                       |                 |                   |

## Ploegen
- 2018 -  Akros Renfer SA
- 2019 -  AKROS Thömus
- 2020 -  Swiss Racing Academy
- 2021 -  Swiss Racing Academy (tot 31-07)
- 2021 -  Arkéa Samsic (vanaf 01-08)
- 2022 -  Swiss Racing Academy
- 2023 -  Tudor Pro Cycling Team
- 2024 –  Tudor Pro Cycling Team
- 2025 –  Tudor Pro Cycling Team

Bohli · Brun · Charrin · de Kleijn · J. Eriksson · L. Eriksson · Froidevaux · Heming · Kamp · Kelemen · Kluckers · Kolze Changizi · Pellaud · Pluimers · Reichenbach · Suter · Thalmann · Voisard · Wilksch (vanaf 5/8) · Wirtgen · Zijlaard
Bohli · Brenner · Brun · Charrin · Dainese · de Kleijn · J. Eriksson · L. Eriksson · Froidevaux · Heming · Kamp · Kelemen · Kluckers · Kolze Changizi · Krieger · Mayrhofer · Pellaud · Pluimers · Reichenbach · Rondel (vanaf 20/7) · Storer · Stork · Suter · Thalmann · Trentin · Voisard · Wilksch · Wirtgen · Zijlaard